# 卵の戦い

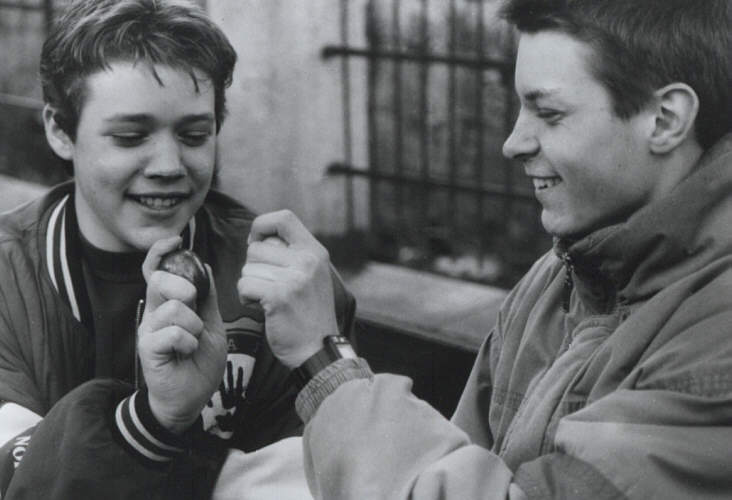
卵の戦いで遊ぶ2人の少年

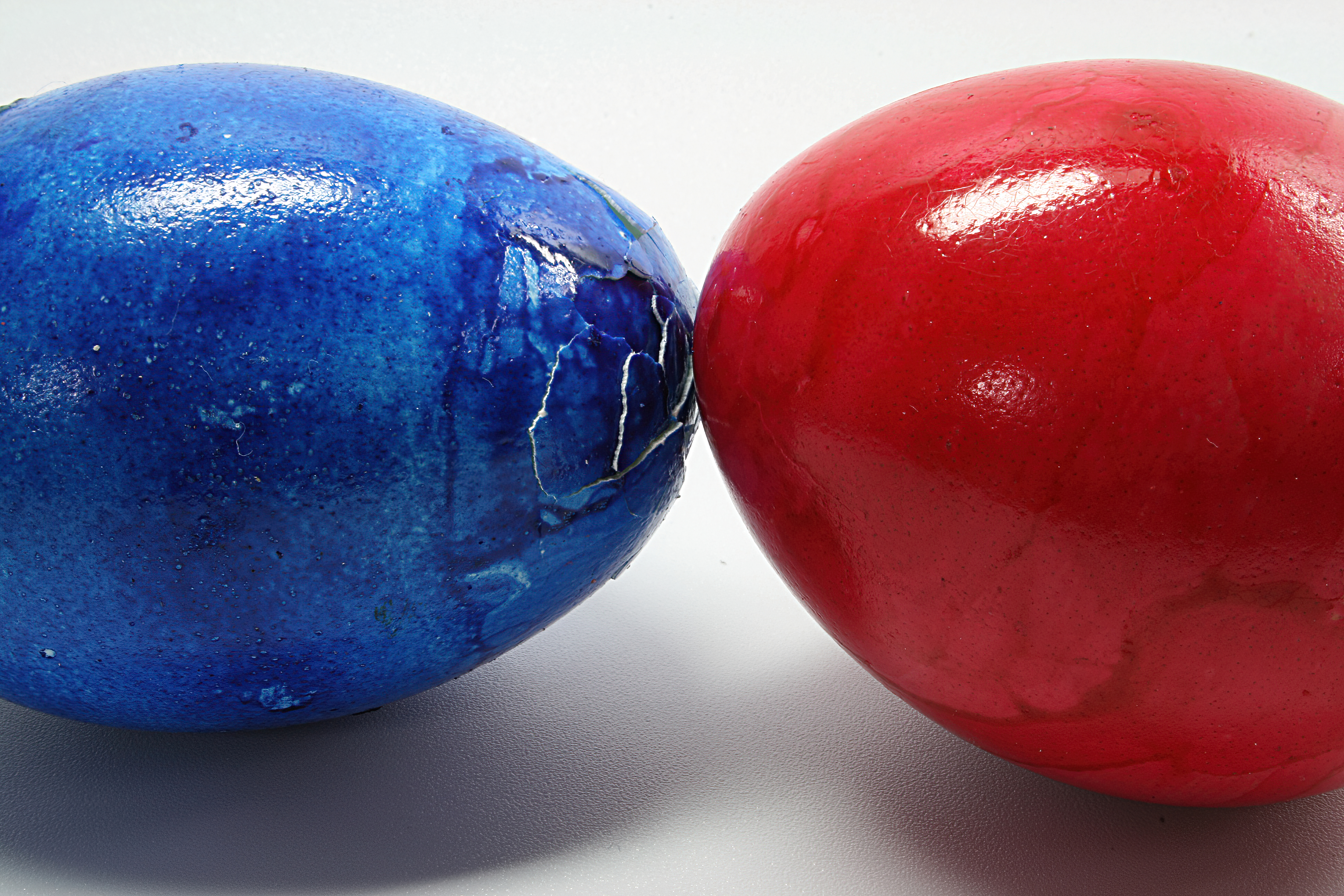
赤い卵の勝利

卵の戦い（たまごのたたかい、英語: egg tapping, egg fight, egg knocking, egg pacqueing, egg boxing, egg picking, egg jarping）は、伝統的なイースターのゲームである。イングランドにおける民間習俗として、このゲームは"shackling"や"jarping"や"dumping"といった形で知られている。
このゲームのルールは単純である。それぞれ固ゆで卵を手に持ち、自分の卵を割ることなく相手の卵を割るように、卵をぶつけるというものである。他のゲームと同様に、卵の戦いにおいても、イカサマが行われてきた。セメント製、アラバスター製、果ては大理石製の芯を入れた卵があったことが報告されている。

## 歴史
卵は再生の象徴であり、初期のキリスト教徒らによりイースターにおけるキリストの復活の象徴とされてきた。
中世では、卵の戦いはヨーロッパにおいて行われていた。例えば、14世紀のザグレブでは、イースターの祝祭に関し、卵の戦いが重要な役割を果たしていたという言及がある。民間習俗の研究においては、15世紀初めのポーランドでの言及が引用される。
北アメリカでは、アメリカ独立戦争のさなかの1781年、メリーランド州フレデリックにおいて捕虜となっていた英国人トーマス・アンブリーが卵の戦いを目撃している。アンブリーはアメリカ独立戦争の間、捕虜として広い範囲を移動した若い英国兵士であった。アンブリーは1781年7月11日にメリーランド州フレデリック付近におり、当時流行していた卵の戦いの慣習について記録した。アンブリーによれば、当時のフレデリックでの習俗では、卵を「とても強くする」深紅色に染めるため、アカミノキを用いて卵を染色していた。
20世紀中頃までに、メリーランド州ボルティモアの新聞、サン紙は複数回、卵の戦いの掛け声、儀式、テクニックについての社説を掲載した。上記のアンブリーの報告について論じた記事において、著者クラークソンは、1933年3月29日付のイブニング・サン紙（夕刊）の社説面および1949年4月17日付のサンデイ・サン紙（日曜版）を引用している。

## 競技会
イングランドでは、卵の戦いは、対戦相手どうし2名1組で行われ、2名は卵の尖った側をどちらかの卵が割れるまで繰り返しぶつけ続ける。競技会の優勝者は、最も多くの対戦相手の卵を割った者となる。イングランドのダラムカウンティに所在するPeterlee Cricket And Social Clubにおいて、1983年以降毎年イースターの日曜日に、卵の戦いの世界大会が開催されている。世界大会で得られた収益は、Macmillan Cancer Supportに寄付されている。
ルイジアナ州の多くの地域では、卵の戦いは真剣な競技イベントである。ルイジアナ州マークスヴィルは、1956年に卵の戦いを公式行事としており、当地がこの公式行事化を行った最初の地であると主張している。かつては、より小さく殻が固いホロホロチョウの卵を用いたイカサマが行われていたが、現在はホロホロチョウの卵による卵の戦いは別種目とされている。この競技のための準備は真剣な科学となった。こんにちでは、どの血統のニワトリにいつ頃卵を産ませれば固い殻の卵ができるのかが判明している。ニワトリにはカルシウム分を多く含む餌を与え、たくさん運動させる必要がある。競技に用いる卵を適切な方法で茹でることも重要であり、気室が丸い側に来るよう尖った側を下にして茹でなければならないなどといった法則が良く知られている。また、優勝者は、卵がイカサマでないことを証明するため、最後に卵を割って食べなければならないというルールがある。

## 他の文化・言語
オランダでは、このゲームはeiertikkenと呼ばれている。子供たちは染色した卵を入れた籠を持って並び、他の子供の籠に入った卵を割ろうとする。ただし、自分の卵と同じ色の卵しか割ってはいけないとされている。
ルーマニアでは、来客が赤い卵を家長の卵にぶつけ、「キリストがよみがえられた！」「真によみがえられた！」という挨拶を交わす。卵が割れなかった来客は、長寿になるといわれている。
ブルガリアのキリスト教徒の間にも類似の慣習があり、卵の戦いで優勝すると、次のイースターまで最も健康でいられると信じられている。優勝した赤く染色された卵は、幸運と健康のしるしとして、次のイースターまで保管される。
中央ヨーロッパ諸国のカトリック教徒は、この伝統をepperと呼ぶ。この語はおそらくドイツ語のOpferに由来している。Opferもこの慣習を呼ぶ語として用いられており、犠牲（直訳すると提供）という意味を有する。
カルパト・ルシン人は卵を転がすčokatisjaというゲームの伝統を有している。子供たちは草地の上でビー玉のように卵を転がしたり、卵を手に持ってぶつけ合ったりする。割れた卵は、その卵を割った子供のものになる。
ギリシャ人はこの慣習を「カチンと鳴らす」「ぶつける」という意味のtsougrisma (τσούγκρισμα)と呼んでいる。
トルコ系ユダヤ人の間にも、玉ねぎの皮で染色した卵をぶつけ合う慣習がみられる。